# Аскизский сельсовет
Аскизский сельсовет — сельское поселение в Аскизском районе Хакасии.
Административный центр — село Аскиз.

## История
Статус и границы сельского поселения установлены Законом Республики Хакасия от 7 октября 2004 года № 67 «Об утверждении границ муниципальных образований Аскизского района и наделении их соответственно статусом муниципального района, городского, сельского поселения»

## Население
| 2002  | 2010  | 2012  | 2013  | 2014  | 2015  | 2016  |
| ----- | ----- | ----- | ----- | ----- | ----- | ----- |
| 8288  | ↗8510 | ↘8505 | ↗8549 | ↗8640 | ↗8779 | ↗8952 |
| 2017  | 2018  | 2019  | 2020  | 2021  |       |       |
| ↗8998 | ↘8914 | ↗8949 | ↗8997 | ↘8916 |       |       |

Население на 1 января 2019 года составляло: 8 949.

## Состав сельского поселения
В состав сельского поселения входят 5 населённых пунктов:
| № | Населённый пункт | Тип населённого пункта       | Население |
| - | ---------------- | ---------------------------- | --------- |
| 1 | Анхаков          | аал                          | ↘245      |
| 2 | Апчинаев         | аал                          | ↘472      |
| 3 | Аскиз            | село, административный центр | ↗7722     |
| 4 | Луговая          | деревня                      | ↗500      |
| 5 | Чертыковская     | железнодорожная станция      | ↘26       |

## Местное самоуправление
Администрация
с. Аскиз, Суворова, 4
Глава администрации
- Анжиганова Марина Алексеевна